# Yerfing
Yerfing est une commune rurale située dans le département de Founzan de la province de Tuy dans la région des Hauts-Bassins au Burkina Faso.

## Géographie
Yerfing se trouve à 20 km linéaires au sud-ouest de Founzan.

## Santé et éducation
Le centre de soins le plus proche de Yerfing sont les centres de santé et de promotion sociale (CSPS) de Nahi et de Kovio.